# Hauterive-la-Fresse
Hauterive-la-Fresse – miejscowość i gmina we Francji, w regionie Burgundia-Franche-Comté, w departamencie Doubs.
Według danych na rok 1990 gminę zamieszkiwały 103 osoby, a gęstość zaludnienia wynosiła 14 osób/km² (wśród 1786 gmin Franche-Comté Hauterive-la-Fresse plasuje się na 640. miejscu pod względem liczby ludności, natomiast pod względem powierzchni na miejscu 614.).